# 閒聊007
《閒聊007》，日本電視台的清談節目。2008年7月12日開始播放。由海王星、奶油濃湯、Tutorial三個搞笑組合共七人一同主持。每集嘉賓主持人事先都不知道，即興進行交談和企劃。
2022年4月起，播出时间将提前至每周一晚9时，而原时段节目由《月曜夜未央》接替。

## 出演人員
主持人
- 海王星（名倉潤、原田泰造、堀內健）
- 奶油濃湯（上田晉也、有田哲平）
- Tutorial（德井義實、福田充德）

解說
- Ralph鈴木（日本電視台播報員）

助手
- Bond Girl:001 - :004（日本電視台宣傳模特兒）

## 外部連結
- 官方網頁 （页面存档备份，存于）

1. ↑  . NTV. 2022-03-10  [2022-03-23]. （原始内容存档于2022-03-12） （日语）.